# Feliks Zalewski
Feliks Zalewski (ur. 14 stycznia 1888 w Mławie, zm. 15 maja 1966 w Krakowie) – inżynier górnictwa, profesor zwyczajny Akademii Górniczo-Hutniczej w Krakowie, prekursor zabezpieczania podziemi miast polskich i wytyczania podziemnych tras turystycznych.

## Życiorys
W latach 1906–1914 studiował w Instytucie Górniczym w Petersburgu. 27 marca 1922 Feliks Zalewski, jako jeden z dwu pierwszych absolwentów krakowskiej Akademii Górniczej, uzyskał tytuł inżyniera górniczego i otrzymał dyplom nr 2. Od 1930 roku związany z Akademią Górniczą gdzie prowadził wykłady z górnictwa. W latach 1934–1936 był dziekanem, a w latach 1936–1938 prodziekanem Wydziału Górniczego, od 1936 roku profesor zwyczajny. W 1938 roku objął funkcję kierownika Warsztatu Mechanicznego Akademii Górniczej.
Aresztowany w 6 listopada 1939 w Sonderaktion Krakau trafił do obozu w Sachsenhausen, skąd zwolniono go 8 lutego 1940. Po powrocie z obozu w Sachsenhausen podjął pracę zawodową jako sztygar w kopalni „Jerzy” w Konopiskach. Równocześnie, dzięki staraniom byłego rektora Akademii Górniczej prof. Walerego Goetla, został nauczycielem w utworzonej przez Niemców Państwowej Szkole Technicznej Górniczo-Hutniczo-Mierniczej na Krzemionkach, biorąc jednocześnie czynny udział w konspiracyjnym nauczaniu w Akademii Górniczej. Po wojnie powrócił do pracy dydaktycznej na AGH. Jego uczniem był m.in. prof. Zbigniew Strzelecki. Od 1 października 1960 przeszedł na emeryturę.
Pochowany na cmentarzu Rakowickim w Krakowie (kwatera LXVIII-7-15).

## Trasy podziemne
- Podziemna Trasa Turystyczna im. Feliksa Zalewskiego w Jarosławiu
- Trasa 1000-lecia Państwa Polskiego w Kłodzku
- Podziemna Trasa Turystyczna w Rzeszowie
- Podziemna Trasa Turystyczna w Sandomierzu.

## Ordery i odznaczenia[3]
- Krzyż Komandorski Orderu Odrodzenia Polski
- Krzyż Oficerski Orderu Odrodzenia Polski
- Krzyż Kawalerski Orderu Odrodzenia Polski (11 listopada 1936)[4]
- Złoty Krzyż Zasługi
- Medal Zwycięstwa i Wolności 1945
- Odznaka tytułu honorowego „Zasłużony Górnik Polskiej Rzeczypospolitej Ludowej”
- Złota Honorowa Odznaka Naczelnej Organizacji Technicznej